# العاقولة
قرية العاقولة هي إحدى القرى التابعة لمركز الرياض في محافظة كفر الشيخ في جمهورية مصر العربية. حسب إحصاءات سنة 2006، بلغ إجمالي السكان في العاقولة 4697 نسمة، منهم 2333 رجل و2364 امرأة.